# Hà Huy Tập, Vinh
Hà Huy Tập là một phường thuộc thành phố Vinh, tỉnh Nghệ An, Việt Nam.
Phường Hà Huy Tập có diện tích 2,15 km², dân số năm 1999 là 15.488 người, mật độ dân số đạt 7.204 người/km².